# Zygmunt Droździok
Zygmunt Droździok (ur. 9 grudnia 1937 w Kaletach, zm. 16 czerwca 2016 w Erlangen) – polski piłkarz grający na pozycji napastnika. Zawodnik głównie śląskich klubów.

## Kariera
Zygmunt Droździok karierę piłkarską rozpoczął w Unii Kalety. W latach 1956–1957 był zawodnikiem Ruchu Chorzów, jednak nie zdołał wywalczyć sobie miejsca w podstawowym składzie drużyny Niebieskich. W związku z tym w 1958 roku przeniósł się do II-ligowego Śląska Wrocław, gdzie był jednym z najlepszych zawodników drużyny z Dolnego Śląska, choć rok 1959 był dla Droździoka stracony z powodu kontuzji. Ze Śląska Wrocław odszedł w 1961 roku i łącznie rozegrał dla niego ok. 50 meczów oraz strzelił 29 goli.
Następnie w 1962 roku Zygmunt Droździok wzmocnił Odrę Opole, w której występował do 1964 roku oraz odniósł największe sukcesy w swojej piłkarskiej karierze. W sezonie 1962 wraz z drużyną był bliski zdobycia 3.miejsca w lidze oraz zajął 3.miejsce w Pucharze Polski. Natomiast w sezonie 1963/1964 wraz z drużyną odniósł największe sukcesy w historii klubu: 3.miejsce w ekstraklasie, półfinał Pucharu Intertoto. Łącznie dla Niebiesko-Czerwonych rozegrał ok. 50 meczów i strzelił 6 goli.
Następnie Zygmunt Droździok przeniósł się do Hutnika Kraków, gdzie zakończył karierę piłkarską.

## Sukcesy

### Odra Opole
- 3. miejsce w ekstraklasie: 1964
- Półfinał Pucharu Polski: 1962
- Półfinał Pucharu Intertoto: 1964